# Pere de Copons i de Teixidor
Pere de Copons i de Teixidor (Igualada, ? — ~1681) fou un religiós que ostentà el títol de bisbe d'Urgell i copríncep d'Andorra.

## Escrits
Hi ha diverses fonts i informacions escrits per Pere de Copons i de Teixidor.
Concretament es conserva un pergamí escrit per Pere de Copons (doc. 1664-1681) amb el següent contingut i informació:
| «                                                          | Copiador de cartes enviades per Pere de Copons i de Teixidor entre els mesos de maig de 1664 i 1674, ordenades cronològicament; la còpia s'interromp amb la rúbrica corresponent al mes de juny de 1674. Els f. 164-177v, en blanc, es devien deixar per a les lletres posteriors al 9 de juliol de 1666 i anteriors al 5 de febrer de l'any següent. Entre els destinataris de les cartes hi ha els reis d'Espanya, polítics coetanis com ara el regent Vilosa i el vicecanceller Crispí de Valldaura, diversos doctors de la Reial audiència, el jesuïta Domingo Langa (Saragossa, 1589-1670) i altres membres d'aquest orde, familiars de Copons, les autoritats de la Seu d'Urgell, l'advocat Joan Baptista Pastor, etc. La majoria de les cartes tracten de política i estan relacionades amb el nomenament de Copons com a comissari a la conferència de Figueres que ha de discutir els límits de la nova frontera entre Espanya i França, el 1664, o amb la gestió del bisbat d'Urgell, que va ocupar entre 1670 i 1681, data de la seva mort. Una carta és escrita en català, amb el nom del destinatari entintat: Josep Rull, regent de la Reial audiència, des de la Seu, 7 d'octubre de 1671 (f. 315v). Alguna lletra té interès cultural: p. e. els incidents al voltant d'un sermó del jesuïta Damià Pla (m. 1679; f. 41v seg.). Els f. en blanc del final es reservaven per a una taula de continguts tot just començada. El f. 493 és una nota solta que conté una carta posterior d'Anton Cassant a Joan Torroella, datada a Sant Ramon el 17 de febrer de 1766. BC, Arxiu Moja, llig. 547: lligall en foli de documentació familiar (personal, judicial, comptes, etc.), però sobretot de correspondència original rebuda per membres de la família Copons, que ostentava el marquesat de Moja, entre els s. XVI-XIX; algunes d'aquestes cartes es conserven dins d'una coberta de paper amb la inscripció en llapis: "Procedeix del leg. 218 M. Cartas interessants històriques. Pedro de Copons, 44 obispo de Urgell". Els destinataris de les cartes, no ordenades, són especialment el citat bisbe Copons i Dalmau de Copons i de Grimau. Aquí donem una notícia breu de les lletres enviades a Copons, a causa del seu interès polític; se centren en dos períodes: el primer va de la conferència de Figueres al nomenament com a bisbe (1664-1671) i el segon correspon a l'any 1671. Són escrites en català i castellà, tot i que també n'hi ha alguna en francès i italià. Entre els remitents hi ha Fabrici Ponç de Castellví, Josep de Pinós i el pare Vicente Gonzaga, Lluís Ferrer, Josep Camporrells, familiars (la seva germana Maria), oficials i rectors del bisbat d'Urgell, i el notari Ramon de Vilana i Perles, que li tramet uns documents (27 de novembre de 1671), etc. Temes tractats: política espanyola i europea coetània (veg. especialment les cartes de Camporrells), gestió del bisbat (des de felicitacions pel nomenament fins a sol·licituds de càrrecs i recomanacions a favor d'estudiants i clergues) i d'altres afers. Una carta de Ponç de Castellví, datada a Figueres el 10 de novembre de 1666, conté un sonet "Al incendio de Londres", que hom atribuïa a Ponç, cosa que ell desmenteix; inc.: "Este voraz incendio de una llama". Sobre aquest personatge, nebot de Ponç d'Icard, veg., entre d'altres, Repertori 1474-1620: I, 289-290; Güell 1999; Simon i Tarrés 1999: 319-320; Alcoberro 2002: I, 204. Al ms. 90 de la BC, que descrivim, hi ha una carta a Ponç (f. 142v). BC, ms. 1671/10: dins d'una carpeta amb arbres genealògics de la família Copons (s. XVII-XVIII), es conserva un f. solt que conté la convocatòria d'un certamen literari a càrrec de P. de Copons; no duu data, però aquest hi consta com a bisbe d'Urgell i un dels temes a celebrar pels participants és la comissió que va rebre del rei a Figueres "para la conclusión de las paces y división de Cataluña": "Recreo agradable, entretenimiento nuevo de ingenios empeño, deporte apacible, diseño literario de Mercurio, embite en donde las Musas abren las corrientes de Pegaso [...]. Franquea la copa el illustríssimo señor don Pedro de Copons, obispo de Urgel, a los ingenios despiertos [...]"; hi proposa quatre "embites" o temes de poesies en grec, llatí o sense especificar, en lloança del bisbe i el seu llinatge, amb els premis corresponents i las "Leyes del recreo". | » |
| — Pere de Copons (doc. 1664-1681), Biblioteca de Catalunya | |   |